# Stenoglottis longifolia
Stenoglottis longifolia là một loài thực vật có hoa trong họ Lan. Loài này được Hook.f. miêu tả khoa học đầu tiên năm 1891.

## Hình ảnh

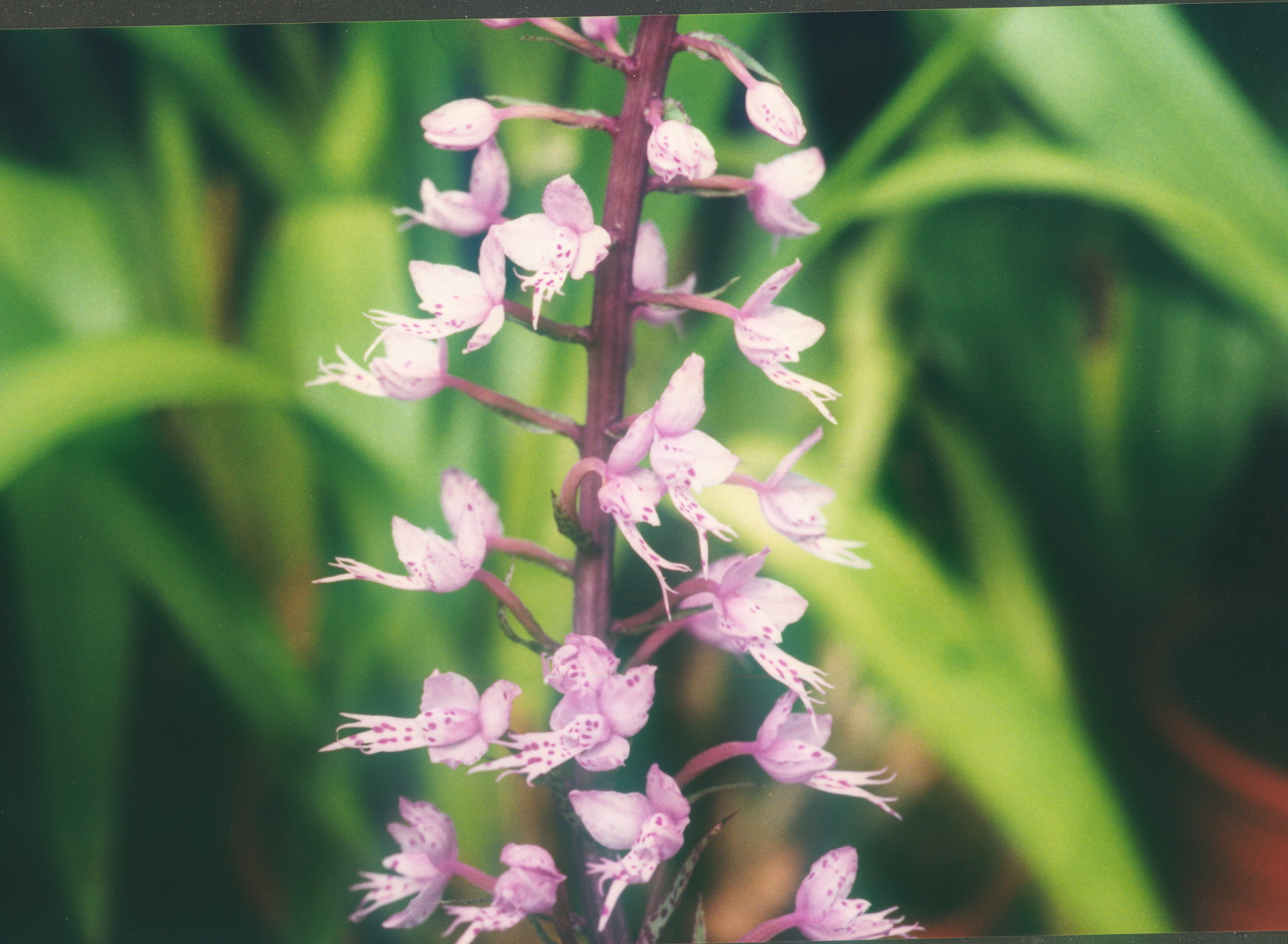
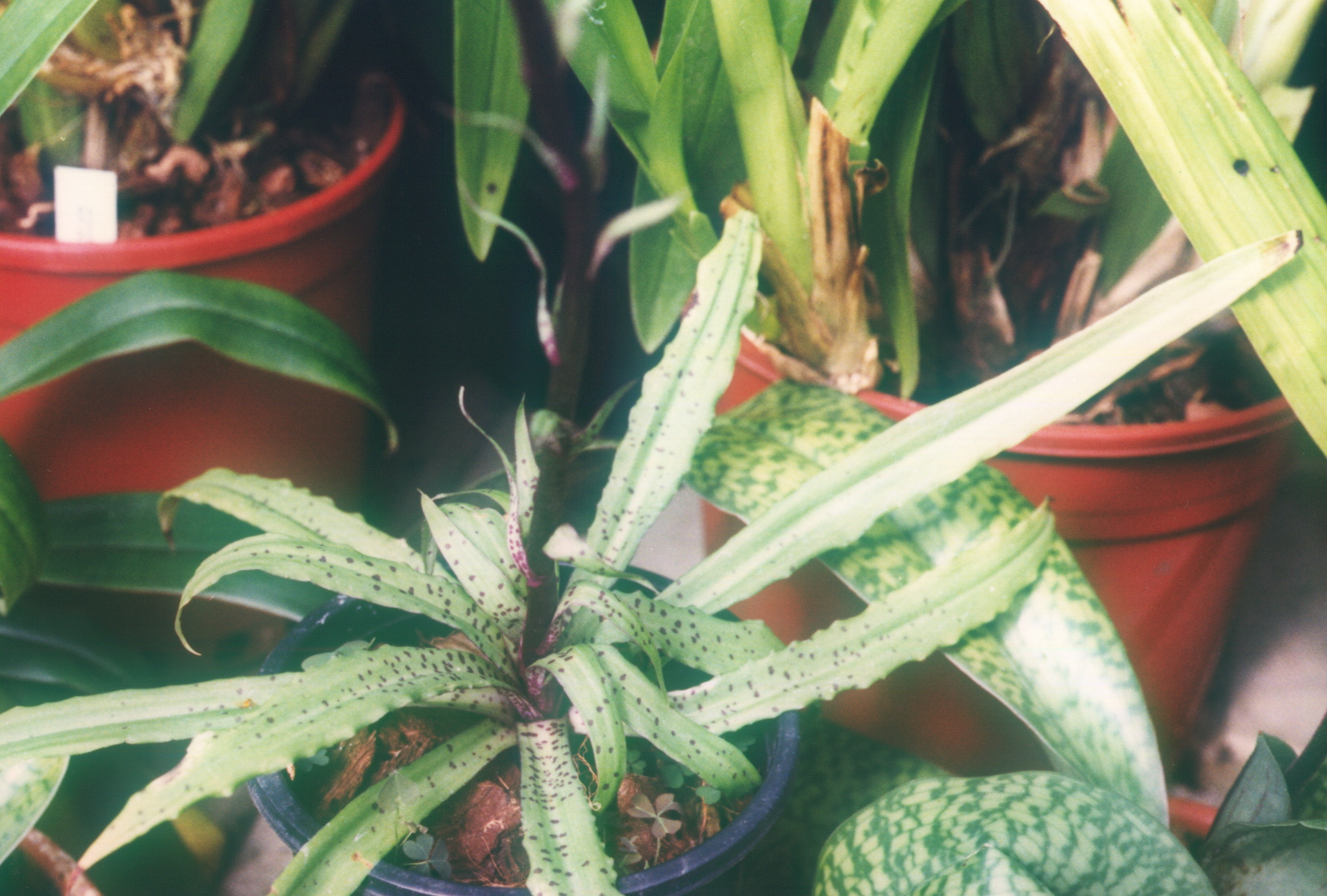
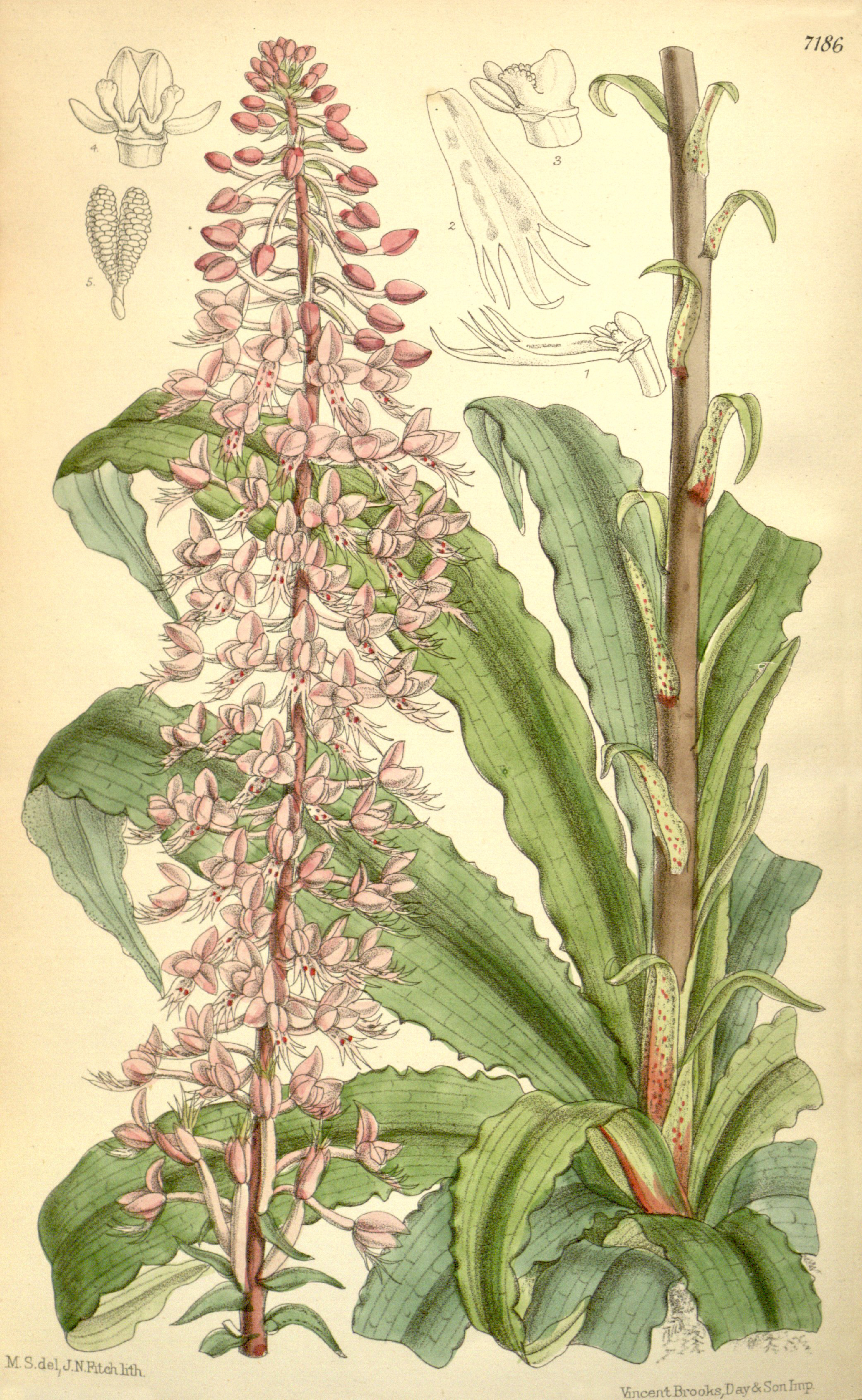
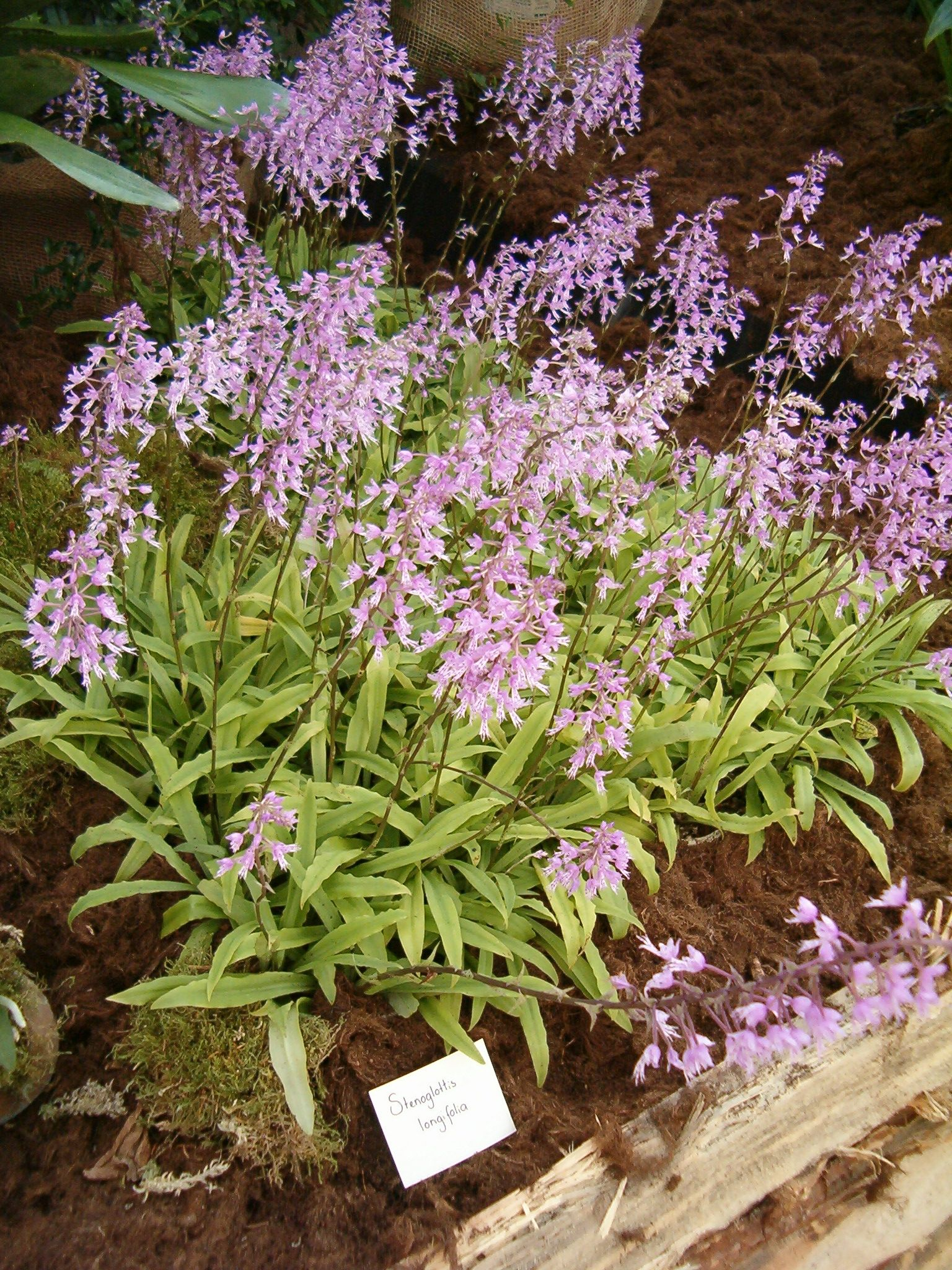